# Hibiscus mandrarensis
Hibiscus mandrarensis är en malvaväxtart som beskrevs av Jean-Henri Humbert och Bénédict Pierre Georges Hochreutiner. Hibiscus mandrarensis ingår i Hibiskussläktet som ingår i familjen malvaväxter. Inga underarter finns listade i Catalogue of Life.